# Cyprian Kachwele
Cyprian Thobias Kachwele (Shinyanga, 15 febbraio 2005) è un calciatore tanzaniano, attaccante del Vancouver Whitecaps II, del Vancouver Whitecaps e della nazionale tanzaniana.

## Caratteristiche tecniche
È un centravanti.

## Carriera

### Club
Kachwele è cresciuto nell'Azam ed ha debuttato in prima squadra nella stagione 2022 di Ligi Kuu Bara. Il 3 agosto 2023 è stato acquistato dal Vancouver Whitecaps II, con un contratto valido a partire dal mese di novembre.

### Nazionale
Il 6 gennaio 2024 è stato inserito nell'elenco di convocati della Tanzania per l'imminente Coppa d'Africa 2023.

## Statistiche

### Presenze e reti nei club
Statistiche aggiornate al 19 febbraio 2024.
| Stagione        | Squadra                | Campionato      | Campionato | Campionato | Coppe nazionali | Coppe nazionali | Coppe nazionali | Coppe continentali | Coppe continentali | Coppe continentali | Altre coppe | Altre coppe | Altre coppe | Totale | Totale | Totale |
| Stagione        | Squadra                | Comp            | Pres       | Reti       | Comp            | Pres            | Reti            | Comp               | Pres               | Reti               | Comp        | Pres        | Reti        | Pres   | Reti   |        |
| --------------- | ---------------------- | --------------- | ---------- | ---------- | --------------- | --------------- | --------------- | ------------------ | ------------------ | ------------------ | ----------- | ----------- | ----------- | ------ | ------ | ------ |
| 2024            | Vancouver Whitecaps II | MNP             | 0          | 0          |                 | -               | -               |                    | -                  | -                  |             | -           | -           | 0      | 0      |        |
| Totale carriera | Totale carriera        | Totale carriera | 0          | 0          |                 | -               | -               |                    | -                  | -                  |             | -           | -           | 0      | 0      |        |